# Alma Lusa
Gli Alma Lusa sono stati un gruppo musicale portoghese formato nel 1998 dalla cantante Inês Santos e dai musicisti José Cid, Carlos Jesus, Henrique Lopes, Carlos Ferreirinha e Pedro Soares.
Hanno rappresentato il Portogallo all'Eurovision Song Contest 1998 con il brano Se eu te pudesse abraçar.

## Carriera
Gli Alma Lusa si sono formati ad hoc per partecipare al Festival da Canção, rassegna musicale portoghese che funge anche da selezione del rappresentante nazionale per l'Eurovision. Hanno partecipato al festival il 7 marzo 1998 con l'inedito Se eu te pudesse abraçar, e sono stati scelti come vincitori dalla giuria. Alla finale dell'Eurovision Song Contest 1998, che si è tenuta il successivo 9 maggio a Birmingham, si sono classificati al 12º posto su 25 partecipanti con 36 punti totalizzati. Il gruppo si è sciolto subito dopo il contest.

## Discografia

### Singoli
- 1998 – Se eu te pudesse abraçar